# ریچارد تاردی
ریچارد تاردی (انگلیسی: Richard Tardy؛ زادهٔ ۲۹ ژوئیهٔ ۱۹۵۰) بازیکن فوتبال، و سرمربی (فوتبال) اهل فرانسه است.